# 4 FOUR
『4 FOUR』（原題：Four）は、2011年のイギリスのスリラー映画。
日本では劇場未公開。2013年2月6日にDVDが販売・レンタル開始された。

## あらすじ
ある夫婦の夫は探偵を雇い、妻に不貞を働いた浮気相手を拉致させる。しかし、廃工場で待ち構える探偵は独断で妻のことも拉致していた。夫は探偵の勝手な行動を責めるが、彼の「夫が浮気に気付いて制裁したと知らせるべきだ」という主張に納得する。
探偵によって連れてこられた浮気相手は、頭に袋を被せられ椅子に縛られていた。夫は彼を罵倒するが、浮気相手は拉致された理由に心当たりがなく、「見た目がそっくりな兄と間違えられた」と言い始める。人違いを疑う夫の疑念を晴らすため、探偵は浮気相手を言葉と暴力で責め、続けて夫は「理由を思い出さないと数時間後に殺す」と脅した。それでも浮気相手が理由に思い当たる様子はなく、痺れを切らした探偵が「目の前にいる男はお前の恋人の旦那だ」と明かすと、夫は浮気相手の頭を殴って袋を剥ぎ取る。
素顔が露わになった浮気相手は夫に散々脅された後、質問に答える形で妻との関係を話し始めた。公園で散歩していたところに、コーヒーが嫌いだという彼女からコーヒーに誘われたこと。今日も彼女と会っていたこと。激怒した夫は続けて妻と話すことを決め、探偵と共に別の部屋へ移動していく。道中で探偵は「妻の頭に被せた袋を取らず、声色も変えて別人の振りをして楽しめ」と夫にアドバイスし、その場に立ち会わないと言い出した。
妻を目の前にした夫は散々逡巡した上で何もできずに怒鳴り散らすが、妻は全く反応しない。我慢できず夫が袋を取ると、そこにいたのは妻ではない別の女だった。夫は急いで浮気相手のもとに戻るが、彼が拘束されていた椅子だけが残っており、探偵も姿を消している。戻ってきた夫に女は事態の説明を要求するが、夫はまともに取り合わず女を解放しようともしない。しかし、女は彼がライターのオイル切れでタバコを吸えずイライラしていることに気付くと、上着のポケットに入っている使い捨てライターを餌にし、両腕の拘束を解かせる事に成功する。ライターを奪おうとする夫を火で脅した女は続いてタバコを要求し、夫は自分と女の分2本を女に渡す。女が火をつけて投げたタバコを夫が取りに行くと、隙を見て足の拘束も解いた女が背後に忍び寄っていた。
一方で、探偵と共に別室へと移動していた浮気相手は、彼女についての情報を探偵に話していた。旦那を嫌っていて既に別れたと聞かされていたこと。旦那との性行為に満足していなかったこと。次第に話が旦那の悪口になっていくと探偵は激昂し浮気相手を殴るが、不穏な物音が聞こえてきたため2人で移動を始める。女が拘束されていた場所にやってきた探偵は、倒れていた旦那の襟首を掴んで「なぜ袋を取った」と問い詰めた後、奥の暗闇に女がいることに気付いて呼びかける。罵声で応じた女は、探偵が自分の旦那であることを明かし罵声を浴びせてきた。やがて暗闇から出てきた女を見た浮気相手は、彼女と肉体関係にあることを認める。
自分が探偵に利用されていただけだと知った夫はその場から去ろうとするが、女からの罵倒で足を止める。女は続いて探偵のことを罵ると、夫から奪っていた携帯電話で警察に電話を掛け、今の会話を聞かせていたことを明かす。焦り出す夫と探偵だが、どういう訳か被害者であるはずの浮気相手も動揺していた。浮気相手は自分が麻薬を持っていて、今捕まれば家の麻薬も見つかって重罪になると暴露する。自棄になった浮気相手が「殺人鬼ファミリーマンである兄がお前達を殺しに行く」と豪語すると、夫は怯えて浮気相手を逃がそうと探偵に提案するが、女は2人が目を離した隙に浮気相手を鉄パイプで撲殺していた。女が鉄パイプを探偵の手に握らせると、2人は呆然として立ち尽くし、やがて銃を構えた数人の警官が駆けてくる。

## キャスト
※括弧内は日本語吹替声優。
夫
演 - クレイグ・コンウェイ（仲野裕）
探偵の雇い主。弱々しい性格で、話をする相手に度々主導権を握られそうになる他、顔が見えている相手を殴ることに躊躇する。
探偵
演 - ショーン・パートウィー（斉藤次郎）
夫に雇われた探偵。自分が好きな映画や、ファミリーマンという殺人鬼についての情報をよく話題にする。
妻
演 - カーストン・ウェアリング（佐々木優子）
探偵に拉致された女。強気な性格で口が悪く、狡賢い。
浮気相手
演 - マーティン・コムストン（白川周作）
探偵に拉致された男。

## スタッフ
- 監督 - ジョン・ラングリッジ
- 脚本 - ポール・クロネル
- 製作 - ライオモンド・ミルザ
- 製作総指揮 - ニナ・ワディア
- 撮影 - エイドリアン・ブラウン
- 美術 - ジェームズ・コーカー
- 編集 - ベン・キング、ジョン・ラングリッジ
- 音楽 - ライオモンド・ミルザ